# Agarum fimbriatum
Espèce
Agarum fimbriatum est une espèce d'algues brunes de la famille des Costariaceae. Elle vit sur les côtes de l'océan Pacifique de l'Amérique du Nord, de l'Alaska jusqu'au Mexique.